# 2. Fußball-Bundesliga 2003/04
In der 2. Bundesliga 2003/04 erreichten der 1. FC Nürnberg, Arminia Bielefeld und der 1. FSV Mainz 05 den Aufstieg in die Bundesliga.

## Veränderungen zur Vorsaison
Der 1. FC Nürnberg, Arminia Bielefeld und Energie Cottbus, die in den drei vorangegangenen Jahren aufgestiegen waren, kehrten nun wieder aus der Bundesliga zurück. Sie ersetzten den 1. FC Köln, den SC Freiburg und Eintracht Frankfurt.
Mit dem FC Erzgebirge Aue und der SSV Jahn Regensburg gaben zwei der vier Regionalliga-Aufsteiger ihr Debüt in der 2. Bundesliga: Hingegen kehrten der VfL Osnabrück nach zwei Jahren, die SpVgg Unterhaching nach nur einem Jahr und damit recht schnell wieder ins Unterhaus zurück. Sie ersetzten Eintracht Braunschweig, Reutlingen, St. Pauli und Waldhof Mannheim.

## Saisonverlauf

### Aufstieg
Mit dem 1. FC Nürnberg setzte sich einer der großen Favoriten recht früh durch. Bereits am 31. Spieltag sicherte sich der FCN mit einem 3:1-Sieg bei Verfolger Arminia Bielefeld den vorzeitigen Aufstieg in die oberste Spielklasse. Auch Arminia Bielefeld stand vor dem letzten Spieltag als Aufsteiger fest.
Es war somit der dritte und letzte aufstiegsberechtigte Rang, um den sich am letzten Spieltag dann noch vier Mannschaften stritten. Für Alemannia Aachen endete die Saison tragisch. Mit einem 0:1 beim abstiegsbedrohten Karlsruher SC stürzten sie von den Aufstiegsplätzen noch auf den sechsten Rang ab, ehe sie eine Woche später das DFB-Pokalfinale gegen Werder Bremen mit 2:3 verloren. So endete die Saison ohne zählbaren Erfolg und mit dem Rücktritt von Trainer Jörg Berger. Immerhin qualifizierte sich die Alemannia durch die Teilnahme am DFB-Pokalfinale für den UEFA-Cup, da Werder Bremen in der kommenden Saison an der Champions League teilnahm.
Der Aufstieg gelang letztendlich dem 1. FSV Mainz 05, der ihn in den zwei Jahren zuvor zweimal unglücklich verpasst hatte. Nachdem in den Jahren zuvor 64 bzw. 62 Punkte für den Aufstieg nicht gereicht hatten um aufzusteigen, waren jetzt nur 54 Punkte nötig, um das Ziel zu erreichen. Bis vor dem letzten Spieltag standen die Mainzer dabei in der Rückrunde kein einziges Mal auf einem Aufstiegsplatz. Dank eines 3:0-Sieges gegen Eintracht Trier behielten die Mainzer gegen Energie Cottbus die Oberhand, das als dritter Bundesliga-Absteiger die direkte Rückkehr nur knapp verpasste. Energie hatte sogar am 27. Spieltag noch auf Platz 1 gestanden, konnte aber bis zum Saisonende nur noch sieben Punkte sammeln.

### Abstieg
Neuling VfL Osnabrück stand in der Rückrunde durchgängig auf dem letzten Platz und stieg am 31. Spieltag ab. Union Berlin folgte einen Spieltag später. Enttäuschend endete die Saison für den SSV Jahn Regensburg, der nach seinem ersten Zweitligaaufstieg wieder zu den Amateuren zurück musste. Dabei sah es lange Zeit gut aus für den Neuling, der bis zum 27. Spieltag noch auf Platz neun gestanden hatte und erst in den letzten drei Spieltagen auf die Abstiegsplätze gerutscht war. Regensburg musste, wie auch der VfB Lübeck, am letzten Spieltag auf Niederlagen der Konkurrenz hoffen. Da dies nicht eintraf und beide Vereine ihre Spiele verloren, stiegen sie als drittes und viertes Team ab. LR Ahlen, Wacker Burghausen, Greuther Fürth und Eintracht Trier, die in der Rückrunde alle zeitweise auf Abstiegsplätzen standen, konnten sich hingegen retten.

## Statistiken

### Abschlusstabelle
| Pl. | Verein                  | Sp. | S  | U  | N  | Tore    | Diff. | Punkte |
| --- | ----------------------- | --- | -- | -- | -- | ------- | ----- | ------ |
| 1.  | 1. FC Nürnberg (A)      | 34  | 18 | 7  | 9  | 068:450 | +23   | 61     |
| 2.  | Arminia Bielefeld (A)   | 34  | 16 | 8  | 10 | 050:370 | +13   | 56     |
| 3.  | 1. FSV Mainz 05         | 34  | 13 | 15 | 6  | 049:340 | +15   | 54     |
| 4.  | Energie Cottbus (A)     | 34  | 15 | 9  | 10 | 052:440 | +8    | 54     |
| 5.  | Rot-Weiß Oberhausen     | 34  | 15 | 8  | 11 | 052:480 | +4    | 53     |
| 6.  | Alemannia Aachen        | 34  | 15 | 8  | 11 | 051:510 | ±0    | 53     |
| 7.  | MSV Duisburg            | 34  | 13 | 9  | 12 | 052:460 | +6    | 48     |
| 8.  | FC Erzgebirge Aue (N)   | 34  | 12 | 12 | 10 | 047:450 | +2    | 48     |
| 9.  | SpVgg Greuther Fürth    | 34  | 11 | 12 | 11 | 058:510 | +7    | 45     |
| 10. | Wacker Burghausen       | 34  | 12 | 9  | 13 | 040:390 | +1    | 45     |
| 11. | Eintracht Trier         | 34  | 12 | 9  | 13 | 046:510 | −5    | 45     |
| 12. | LR Ahlen                | 34  | 12 | 8  | 14 | 036:450 | −9    | 44     |
| 13. | SpVgg Unterhaching (N)  | 34  | 11 | 10 | 13 | 041:460 | −5    | 43     |
| 14. | Karlsruher SC           | 34  | 11 | 10 | 13 | 038:440 | −6    | 43     |
| 15. | VfB Lübeck              | 34  | 9  | 12 | 13 | 047:570 | −10   | 39     |
| 16. | SSV Jahn Regensburg (N) | 34  | 9  | 12 | 13 | 037:510 | −14   | 39     |
| 17. | 1. FC Union Berlin      | 34  | 8  | 9  | 17 | 043:530 | −10   | 33     |
| 18. | VfL Osnabrück (N)       | 34  | 7  | 7  | 20 | 035:550 | −20   | 28     |

| (A) | Absteiger aus der Bundesliga 2002/03    |
| (N) | Aufsteiger aus der Regionalliga 2002/03 |

### Kreuztabelle
| Pl. | 2003/04              | 1. FC Nürnberg |     | FSV Mainz 05 | Energie Cottbus | Rot-Weiß Oberhausen | Alemannia Aachen | MSV Duisburg | FC Erzgebirge Aue | SpVgg Greuther Fürth | SV Wacker Burghausen | SV Eintracht Trier | LR Ahlen | SpVgg Unterhaching | Karlsruher SC | VfB Lübeck | SSV Jahn Regensburg | 1. FC Union Berlin | VfL Osnabrück |
| --- | -------------------- | -------------- | --- | ------------ | --------------- | ------------------- | ---------------- | ------------ | ----------------- | -------------------- | -------------------- | ------------------ | -------- | ------------------ | ------------- | ---------- | ------------------- | ------------------ | ------------- |
| 1.  | 1. FC Nürnberg       |                | 1:0 | 2:2          | 2:2             | 1:3                 | 3:0              | 2:0          | 2:0               | 1:1                  | 2:0                  | 3:1                | 2:0      | 3:0                | 2:0           | 1:2        | 3:2                 | 3:0                | 2:0           |
| 2.  | Arminia Bielefeld    | 1:3            |     | 1:0          | 1:3             | 1:3                 | 3:0              | 1:3          | 1:1               | 1:1                  | 3:1                  | 3:1                | 3:0      | 1:0                | 3:1           | 1:3        | 0:0                 | 2:1                | 5:0           |
| 3.  | 1. FSV Mainz 05      | 2:1            | 0:2 |              | 4:1             | 2:0                 | 3:2              | 4:1          | 1:1               | 1:3                  | 1:0                  | 3:0                | 0:0      | 2:0                | 1:1           | 3:1        | 1:1                 | 2:1                | 0:0           |
| 4.  | Energie Cottbus      | 1:3            | 1:2 | 0:0          |                 | 3:1                 | 3:1              | 1:1          | 2:1               | 4:2                  | 2:1                  | 2:3                | 3:2      | 3:1                | 2:1           | 1:1        | 3:0                 | 2:1                | 3:0           |
| 5.  | Rot-Weiß Oberhausen  | 3:1            | 3:2 | 0:0          | 0:0             |                     | 1:2              | 0:3          | 1:4               | 3:1                  | 1:2                  | 1:2                | 1:3      | 3:1                | 1:0           | 3:3        | 2:1                 | 0:0                | 3:2           |
| 6.  | Alemannia Aachen     | 3:2            | 2:0 | 2:2          | 0:2             | 1:0                 |                  | 2:1          | 1:0               | 0:0                  | 0:1                  | 2:0                | 1:1      | 5:1                | 0:0           | 3:1        | 1:0                 | 4:2                | 2:1           |
| 7.  | MSV Duisburg         | 2:1            | 0:2 | 0:1          | 4:2             | 1:1                 | 2:1              |              | 2:2               | 1:1                  | 1:0                  | 2:0                | 1:2      | 0:1                | 0:2           | 2:1        | 2:2                 | 1:0                | 3:1           |
| 8.  | FC Erzgebirge Aue    | 3:3            | 1:1 | 1:1          | 1:0             | 1:1                 | 0:1              | 2:1          |                   | 1:1                  | 3:0                  | 2:1                | 2:0      | 3:3                | 2:0           | 0:0        | 0:1                 | 2:1                | 1:0           |
| 9.  | SpVgg Greuther Fürth | 2:2            | 1:2 | 3:1          | 2:1             | 0:1                 | 7:1              | 3:3          | 5:1               |                      | 2:2                  | 4:2                | 2:0      | 2:4                | 2:1           | 2:0        | 2:2                 | 2:2                | 1:1           |
| 10. | Wacker Burghausen    | 0:0            | 0:1 | 2:0          | 1:1             | 5:0                 | 1:1              | 1:2          | 2:0               | 0:2                  |                      | 1:1                | 0:1      | 0:2                | 0:0           | 2:1        | 2:0                 | 3:1                | 4:1           |
| 11. | Eintracht Trier      | 0:2            | 2:3 | 1:0          | 2:0             | 0:3                 | 3:3              | 1:1          | 2:1               | 2:0                  | 0:0                  |                    | 3:0      | 2:1                | 1:1           | 4:2        | 4:0                 | 1:1                | 0:0           |
| 12. | LR Ahlen             | 2:0            | 0:0 | 1:3          | 0:0             | 0:2                 | 0:0              | 2:3          | 1:0               | 3:2                  | 3:1                  | 2:0                |          | 2:2                | 1:2           | 1:1        | 3:1                 | 1:0                | 0:1           |
| 13. | SpVgg Unterhaching   | 1:1            | 1:0 | 1:1          | 2:0             | 1:4                 | 1:1              | 1:0          | 1:2               | 3:1                  | 1:2                  | 0:0                | 0:0      |                    | 3:0           | 0:1        | 2:2                 | 1:1                | 2:1           |
| 14. | Karlsruher SC        | 2:3            | 2:2 | 1:1          | 3:1             | 1:2                 | 1:0              | 1:0          | 3:5               | 1:0                  | 0:0                  | 0:1                | 1:0      | 0:1                |               | 1:0        | 0:3                 | 2:1                | 3:0           |
| 15. | VfB Lübeck           | 2:1            | 0:0 | 1:4          | 1:1             | 1:0                 | 3:5              | 1:1          | 2:2               | 1:0                  | 2:2                  | 2:2                | 4:1      | 0:2                | 2:2           |            | 0:3                 | 0:2                | 1:1           |
| 16. | Jahn Regensburg      | 2:1            | 1:2 | 0:0          | 0:0             | 1:1                 | 1:2              | 0:5          | 1:1               | 0:0                  | 0:2                  | 2:1                | 3:0      | 1:0                | 1:1           | 0:4        |                     | 3:1                | 1:0           |
| 17. | 1. FC Union Berlin   | 3:5            | 1:0 | 1:1          | 0:1             | 2:2                 | 2:1              | 2:1          | 3:0               | 3:0                  | 1:2                  | 1:3                | 0:2      | 0:0                | 2:2           | 1:2        | 2:2                 |                    | 2:0           |
| 18. | VfL Osnabrück        | 3:4            | 0:0 | 2:2          | 0:1             | 0:2                 | 3:1              | 2:2          | 0:1               | 0:1                  | 3:0                  | 3:0                | 1:2      | 2:1                | 1:2           | 3:1        | 3:0                 | 0:2                |               |

### Statistisches
- Mit Arminia Bielefeld gelang es erst zum zweiten Mal seit Bestehen der 2. Bundesliga einer Mannschaft, trotz fünf Heimniederlagen aufzusteigen (zuvor VfL Bochum, 1999/2000).[1]
- Der VfB Lübeck war die erste Mannschaft, die seit Bestehen der eingleisigen 2. Bundesliga als Absteiger dem Meister gleich zwei Niederlagen beibrachte. Beide Spiele gegen den 1. FC Nürnberg gewann Lübeck mit 2:1.[2] Davor gab es das erst einmal: 1977/78 unterlag Meister Arminia Bielefeld in der 2. Bundesliga Nord dem Absteiger 1. FC Bocholt mit 2:3 (H) und 0:5 (A).
- Der höchste Sieg gelang in dieser Saison der SpVgg Greuther Fürth (7:1 gegen Aachen).[3]
- Das seltene Ergebnis 3:5 gab es in dieser Saison gleich dreimal. Das passierte zuletzt in der Saison 1992/93 (zweimal 3:5, einmal 5:3).
- Dem 1. FSV Mainz 05 (gegen Aachen) und dem MSV Duisburg (in Ahlen) gelang es als einzigen, einen zwischenzeitlichen Zwei-Tore-Rückstand in einen 3:2-Sieg umzuwandeln.
- Die SpVgg Unterhaching verspielte als einzige Mannschaft gleich zweimal eine 2:0-Führung (3:3 in Aue, 2:2 in Ahlen). Dem FC Erzgebirge Aue gelang es als einzigem Team zweimal, nach einem Zwei-Tore-Rückstand nicht zu verlieren (3:3 gegen Nürnberg nach 1:3, 3:3 gegen Unterhaching nach 0:2).
- Das Wiederholungsspiel zwischen Alemannia Aachen und dem 1. FC Nürnberg musste nach Zuschauerausschreitungen im ersten Spiel unter Ausschluss der Zuschauer stattfinden. Dieses Spiel war das erste Geisterspiel überhaupt im deutschen Profifußball.
- Das bestbesuchte Spiel war die Begegnung des 1. FC Nürnberg gegen Rot-Weiß Oberhausen vor 38.200 Zuschauern am vorletzten Spieltag. Dabei kassierte Nürnberg eine seiner zwei Heimniederlagen. Auswirkungen hatte dieses Ergebnis keine. Nürnberg stand bereits im Vorfeld als Aufsteiger fest, Oberhausen gelang am letzten Spieltag dennoch nicht mehr der Sprung auf die Aufstiegsplätze.
- Dem SSV Jahn Regensburg gelangen bemerkenswerte Heim- und Auswärtsserien – jedoch nie gleichzeitig. Mit dem 3:0 in Karlsruhe startete Jahn eine kleine Serie, in der sie fünfmal auswärts unbesiegt blieben, während sie Zuhause verloren. In den letzten sechs Heimspielen blieben sie dann ungeschlagen – dafür endete schlagartig der Erfolg auf des Gegners Platz. Sie verloren die letzten sieben Auswärtsspiele durchweg und stiegen ab.
- Rot-Weiß Oberhausen gewann acht Auswärtsspiele. Keine andere Mannschaft war auf des Gegners Platz erfolgreicher.[1]

### Torschützenliste

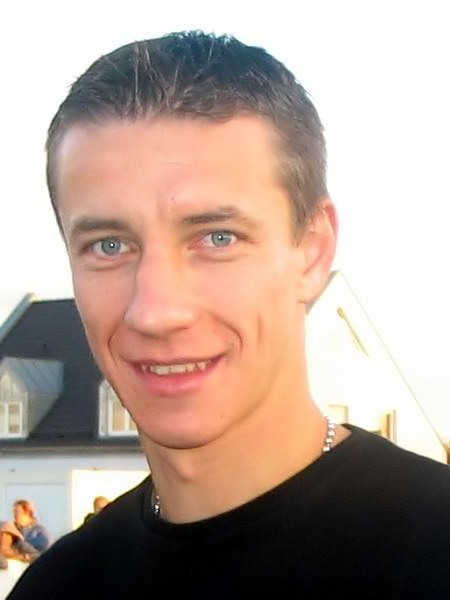
Marek Mintál; neben ihm wurde auch Francisco Copado Torschützenkönig

Beste Torjäger der Saison waren Francisco Copado von der SpVgg Unterhaching und Marek Mintál vom 1. FC Nürnberg mit jeweils 18 Toren.
|     |                    | Spieler            | Verein               | Tore |
| --- | ------------------ | ------------------ | -------------------- | ---- |
| 1.  | Spanien            | Francisco Copado   | SpVgg Unterhaching   | 18   |
| 1.  | Slowakei           | Marek Mintál       | 1. FC Nürnberg       | 18   |
| 3.  | Tschechien         | Petr Ruman         | SpVgg Greuther Fürth | 16   |
| 4.  | Deutschland        | Abdelaziz Ahanfouf | MSV Duisburg         | 14   |
| 4.  | Ghana              | Isaac Boakye       | Arminia Bielefeld    | 14   |
| 4.  | Vereinigte Staaten | Conor Casey        | Karlsruher SC        | 14   |
| 4.  | Deutschland        | Ferydoon Zandi     | VfB Lübeck           | 14   |
| 8.  | Deutschland        | Steffen Baumgart   | 1. FC Union Berlin   | 13   |
| 8.  | Deutschland        | Marcus Feinbier    | SpVgg Greuther Fürth | 13   |
| 8.  | Deutschland        | Michael Thurk      | 1. FSV Mainz 05      | 13   |
| 11. | Polen              | Jacek Krzynowek    | 1. FC Nürnberg       | 12   |
| 11. | Deutschland        | Marcel Schied      | VfL Osnabrück        | 12   |